# 李穀一
李 谷一（り こくいつ、リー・グーイー、1944年11月4日 - ）は、中華人民共和国の女性歌手。雲南省出身。中華人民共和国政協第六、七、八、九、十回委員、中国大衆音楽協会主席、中国音楽家協会第五、六回副主席、中国東方演芸集団顧問を歴任している。

## 経歴
- 1944年、雲南省昆明市恵滇医院で生まれた。

- 1961年、湖南芸術学院舞踏専修科（現在の湖南師範大学）を卒業。

- 1961年-1974年、湖南省花鼓戯劇院所属の俳優。

- 1970年の文化大革命期間、花鼓戯「補鍋」に出演した。のち「修正主義の黒苗子」と批判され、家財を差し押さえられた後、知識青年としてヤオ族の村に下放された。

- 1974年-1984年、中央楽団の歌手。

- 1980年に中国で流行した「郷恋」が代表曲であったが、当時本曲は「退廃的」と批判された[2]。当人も「中国の鄧麗君」と批判された。[3][4]

- 1986年、中国軽音楽団設立、団長に就任。

- 1996年、東方歌舞団党委書記、副団長に昇任。

- 1999年、CCTV-MTV（中国中央電視台と米国MTVテレビジョン）の「終身成就賞」を受賞。

- 2015年6月18日、中国音楽家協会第八回顧問に就任。

## 家族
- 元夫：金鉄霖（歌手、教授）
- 夫：蕭卓能（中国人民解放軍海軍大将蕭勁光の息子）
- 娘：蕭一